# 錢萱
錢萱（1503年—1547年），字懋孝，浙江嘉興府海鹽縣人，軍籍，明朝政治人物。

## 生平
嘉靖七年（1528年）戊子科順天鄉試第六名舉人，嘉靖十四年（1535年）中式乙未科會試第七十一名，三甲第二百二十名進士。官至禮部員外郎，左遷廣東德慶州同知，升寧國府通判，因病卒於官。

## 家族
曾祖錢寔；祖父錢達，贈南京刑部郎中；父錢琦，臨江府知府。母王氏（加封宜人）。具慶下。從兄錢顒、錢顯、錢岳、錢岑、錢著、錢蘭、錢蕙、錢薇，兄錢蔘、錢芹，弟錢葵、錢蘥、錢蔉。妻子孫氏，錢萱為儀部郎，謫粵東，遘疾歿於官。孫氏慟不欲生，勉扶櫬歸葬，與妾嚴氏共守三十餘年，貞節並著。